# 為什麼老師會在這裡！？
《為什麼老師會在這裡！？》是由日本漫畫家蘇募ロウ所創作的少年漫畫。最初以短篇形式在週刊Young Magazine2015年46號和2016年18、31、32號刊載，短篇刊載時名稱為《Golden Times》。後在同雜誌2016年46號～51號短期集中連載，並改為現名，2017年21號開始長期連載，至2024年47號連載結束。2018年10月1號宣布電視動畫化，於2019年4月7日播放。2020年8月25日，媒體報道由於作者持續的健康問題出現惡化，連載將會暫停。

## 故事簡介
漫畫每10話一卷，每卷都是以一組老師和學生配對的戀愛故事，配角會由其他故事的主角客串。

### 故事篇章
兒嶋加奈篇
人稱「鬼之兒嶋」的川沼西高中國語老師兒嶋加奈，與平凡學生佐藤一郎，兩人本是普通的的師生關係，卻因緣際會在廁所、澡堂、房間、海邊……等相遇，引發各種令人血脈賁張的事情。在這些過程中兩人的感情越來越親密進而交往，佐藤畢業後成為一對未婚夫妻。
松風真由篇
人稱「聖母松風」的川沼西高中美術老師松風真由，發現鈴木凛因為長相兇惡，而交不到朋友。因此開始接近鈴木凛幫助、鼓勵他，卻沒想到每次都被捲入各種色情的意外事故中，最後反而是鈴木凛在幫助她。
葉櫻光篇
川沼東高中體育老師，喜歡捉弄同為青梅竹馬的學生高橋隆，但最後總淪為自己尷尬的局面。
立花千鶴篇
人稱「絕對零度」的川沼東高中保健老師立花千鶴，性格冷酷，卻憧憬能與學生打好關係。因為一次在餐廳的相撞，認識了學生會長田中甲。爾後又在商店街的抽獎中抽到旅行券，意外開始了兩人的旅行。
赫姆拉·弗蘭切斯卡篇
人稱「天才少女」的川沼西高中外語教學助教，是15歲就從美國大學畢業的天才。因為小時候受過伊藤依人的幫助，而喜歡上了伊藤，並對伊藤展開追求。
猪川泉篇
人稱「背後靈」的麻岡高中老師，個性陰沉、帶點自卑，卻時時替學生著想。因為學生渡邊涉長期不來學校，而到家關懷。在過程中喜歡上了涉。
岡本櫻花篇
實為偶像團體「椰果娘」領隊的麻岡高中實習老師，喜歡小自己四歲的青梅竹馬山本大和，而成為了偶像。實際上，彼此都為了成為能配得上對方的人而努力。
栗栖核桃篇
人稱「王子栗棲」的咲川女子高中老師，嚴重恐男。在遇到男扮女裝代替姊姊上學的中村忠後，漸漸克服了對男性的恐懼。
南條奈奈篇
咲川女子高中老師，以赫姆拉·弗蘭切斯卡為偶像。在進行研究的過程中，喜歡上了中村忠，並與其展開了戀情。
皆本瑞稀篇

## 登場人物
聲優如有區別，前則為動畫版，後則為漫畫廣播劇CD特別版。如無區別，則為同一人或只有動畫版。

### 主要人物

#### 兒嶋加奈篇
兒嶋加奈（聲：上坂堇／井上麻里奈）
生日:8月22日，23歲 ／ 身高159cm ／體重47kg ／ 三圍 B89/W57/H86
川沼西高中的國語老師。因本身嚴厲的教育方式與強大的壓迫感，而在學校樹立令人聞風喪膽形象，被人稱作「鬼之兒嶋」。但其實是個內心纖細，想與學生和平相處的人。
學生時代其實是一位內斂的人，在被小時候的一郎鼓勵之後，決定成為老師。
似乎在被小時候的一郎鼓勵起就已經喜歡上他了，但成為一郎的老師之後起初並沒有察覺他是那個人，被佐藤咲邀請到家中作客，咲刻意把她帶到一郎的房間，拿了酒給她喝，導致加奈喝醉，在她拿出了她的相簿來打開來說到還是學生的時候被一位小孩所鼓勵之後，才成功當上老師的，他媽媽看著照片正要說出來時，一郎本來要摀住她媽媽的嘴，但還是被他媽媽說出「那位小孩不就是一郎嗎」，才讓加奈得知當時那位小孩就是一郎，還要求一郎要叫她「姊姊」（除了在學校之外），雖然隔了一天但還是記得當時喝醉時的記憶。
佐藤一郎（聲：鈴木崚汰、河瀨茉希（幼少期））
生日:5月10日，身高172cm ／體重58kg
川沼西高中的3年級學生。小時候曾鼓勵缺乏勇氣的兒嶋加奈，因此讓兒嶋加奈有勇氣成為教師，當他媽媽將加奈帶到家裡來不小心灌醉加奈後，導致加奈說出了她為什會成功當上老師的原因，加奈拿出了她的相簿，指出照片中那位小孩，一郎看到照片中那位學生同樣也有熟悉感，才發覺到原來當時那位大姐姐就是加奈，他媽媽看著照片正準備要說出來時，一郎盡力阻止並摀住她媽媽的嘴，但還是被他媽媽說出來使加奈知道了，還被喝醉的加奈要求要叫她「姊姊」（除了在學校之外），所以一郎也知道了加奈知道他就是那位小孩的事實。
無論是相貌、成績、運動皆很普通的高中生，目前已經有保送大學的資格，只是在等畢業。

#### 松風真由篇
松風真由（聲：後藤邑子）
生日:4月23日，24歲 ／ 身高146cm ／體重39kg ／ 三圍 B85/W58/H86
川沼西高中的美術老師，松風紗耶的姊姊。溫柔和善，在學生中有很高的人氣，被稱作「聖母松風」。不擅料理。於大四當考取教師時，曾被鈴木幫助，因為鈴木一句：「從頭到尾什麼麻煩都沒有」，從此喜歡上鈴木凛。當上老師後再次相遇鈴木凛，但始終沒有對鈴木告白，後再聯校活動中無意間向鈴木告白。鈴木畢業後，正式與鈴木結婚。
鈴木凛（聲：增田俊樹）
生日:7月15日，身高196cm ／體重90kg
川沼西高中的2年級學生，在中學時期與佐藤是關係良好的學長學弟。因外表兇惡，且身材魁武，而被傳言成不良少年的風評被害者，所有人見到都避而遠之。但實際上是個忠厚老實、樂於助人。
成績優異(年級排名第一)、擅長各項運動和料理。曾經幫助過還是大四學生的松風真由，並碰巧成為松風紗耶的家庭教師。
雖然對松風真由有好感，但對於師生戀的行為覺得有違常理，因此壓制內心的感情。被松風真由告白後，提出「等我畢業後請跟我交往（結婚）」的提案。畢業後繼承家產鈴木建設並與松風真由結婚

#### 葉櫻光篇
葉櫻光（聲：石上静香）
生日:1月2日，22歲 ／ 身高164cm ／體重53kg ／ 三圍 B88/W56/H87
川沼東高中的體育老師，學生會兼游泳社的顧問，天真爛漫的個性似乎也受學生歡迎。與高橋隆是青梅竹馬，稱高橋隆為「小高」/「小隆」。從小就把高橋當成玩具捉弄。
被高橋隆間接告白後，順其自然的兩人在一起交往了。後到咲川高中教書。
高橋隆（聲：山本和臣、古木望（幼少期））
生日:2月22日 ／ 身高148cm ／體重38kg
川沼東高中的1年級學生。學生會會計。與葉櫻光是青梅竹馬，稱葉櫻光為「光姐」。從小就被光姐當成玩具捉弄。
因為身材嬌小，所以十分憧憬像是鈴木凜這樣男子氣慨的人。
在課外活動中，因為淋雨導致高燒，於昏睡中喃喃自語的向葉櫻光表達心意。
畢業後長高不少。

#### 立花千鶴篇
立花千鶴（聲：山本希望）
生日:10月29日，24歲 ／ 身高155cm ／體重45kg ／ 三圍 B87/W56/H85
川沼東高中的保健老師，性格冷酷，左眼因瀏海常遮，感情起伏不大，因此無法從表情判斷他在想什麼，再加上常常說出冷場的發言，所以又被稱做「絕對零度的立花」。
實際上很希望與學生打好關係，很憧憬像漫畫一樣可以成為與學生關係密切的保健老師。
有一拿到新東西就寫上名字的習慣。
與葉櫻老師的關係很好。
雖然喜歡甲，但是在甲還是學生的時候拒絕了他的告白。畢業後與甲交往並結婚。
田中甲（聲：小林裕介）
生日:8月4日，身高176cm ／體重63kg
川沼東高中的3年級學生。隆高中的學長，初中時與一郎和凜同校，在他們都脫離單身後也做出了脫單發言，但是發現他身邊的人女朋友皆為老師而懷疑人生的正常人。
起初對於學生和老師之間的戀情感到些許排斥。是學校的學生會長。
而後在一次次與千鶴間發生的意外中感情不斷升溫，最後向千鶴告白被拒絕，起初被拒絕時非常難過，但在畢業後很快就被千鶴告白。與千鶴結婚後，曾因行房時性器太大，嚇壞還是大學生的栗棲核桃。

#### 赫姆拉·弗蘭切斯卡篇
赫姆拉·弗蘭切斯卡
生日:4月30日，15歲 ／ 身高143cm ／體重35kg ／ 三圍 B82/W56/H85
川沼西高中的外語教學助理。15歲就國外大學畢業的天才。
回國的最主要原因是為了再見到依人，但是他一開始沒有認出自己有點受到打擊。
本性上還是一個未成熟的女孩，是一個傲嬌，不會坦率表達自己的女孩。後與伊藤依人交往。多年後，成為最年輕的諾貝爾獎得主。
伊藤依人
川沼西高中的1年級學生，小時候喜歡紗耶，為了與她讀同所高中而發憤圖強。
小學的時候在課後托管所受紗耶的教導因此稱她為「紗耶老師」但沙耶本人表示「只大妳兩歲，就別叫我老師了......」。一直到後來發現自己對赫姆拉的心意，而與其交往。畢業後到鈴木凛家的鈴木建設工作，並在下巴蓄鬍。
松風紗耶（聲：大坪由佳）
生日:11月24日，17歲 ／ 身高154cm ／體重45kg ／ 三圍 B72/W56/H82
川沼西高中的學生，學生會成員，1年級時擔任學生會會計，3年級時則擔任學生會長。松風真由的妹妹，由於各種誤會，導致沙耶以為鈴木是個對姐姐有不軌想法的不良少年。大學畢業後到咲川女子高中教書。

#### 豬川泉篇
豬川泉
生日:8月5日，24歲 ／ 身高150cm ／體重45kg ／ 三圍 B86/W57/H85
麻岡高中的老師。被學生們稱之為「背後靈豬川」，個性陰森，表情也十分陰沉，有一點自卑，認為自己是沒有魅力的女性，對學生的情報幾乎無所不知。
是一個十分關心學生的老師，為了讓涉回到學校唸書而會主動帶他尋找學校和生活的樂趣，在過程中喜歡上了涉。
渡邊涉
麻岡高中的3年級學生。是佐藤在同一家超商打工的同事，年齡比佐藤小一點。
比起學校更喜歡打工時的氛圍，因此常常不去學校。

#### 岡本櫻花篇
岡本櫻花
比大和年長4歲的青梅竹馬，小時候是一個成績好且個性認真的人，喜歡山本大和。看見大和因為得到全國田徑大會的優勝而上電視，決定成為一位能配得上大和的人，加入國民偶像團體「椰果娘(NaTaDeKo娘)」。是團體中的領隊。
在電視上表現是一個頭腦不太好的冒失娘，但其實頭腦跟小時候一樣好。運動神經毀滅性地差。
一直都喜歡大和，但為了不偏袒他而對他表現得很冷淡。
願望是成為一名老師。在大和2年級時突然成為麻岡高中的實習老師，真實身份只有大和知道，對她來說，在學校的時間是她休息的時間。在「岡本櫻花篇」的最後，偶像簽約到期，櫻花辭去偶像的工作，專心成為一名教師。但因為種種的意外，導致師生戀曝光，被迫中止實習學分。在教師與偶像身分雙雙失去下，櫻花希望完成最後的心願，成為大和的妻子。大和卻因為腿傷需要到外縣休養，希望櫻花別忘記自己的夢想。櫻花遂回大學留級一年，取得教師資格證。在一年後大和突破日本100公尺短跑的紀錄時，接受了大和的告白。
山本大和
麻岡高中的2年學生，小時候就喜歡著櫻花，因為櫻花說「喜歡跑得很快的人」，努力訓練田徑。是全國大會的優勝者，紀錄為10秒出頭。
深受學弟妹和老師們的喜愛，毫不掩飾自己喜歡櫻花這件事。
雖然在田徑的表現上非常出色，但是成績出奇的差，只要一學習就會睡著，但因田徑保送所以沒有在意成績。最後為了達成對岡本櫻花的承諾，跑出100公尺9.91秒的成績，成為「日本跑最快的人」，並向櫻花告白。

#### 栗棲核桃與南條奈奈篇
南條奈奈
身高148cm ／體重43kg ／ 三圍 B87/W60/H85
咲川女子高中老師。葉櫻光和高橋隆的青梅竹馬。有社交障礙(起因為小時候沒在第一時間救下高橋隆而深感自責。)偶像是科學家赫姆拉·弗蘭切斯卡，常創造各種稀奇古怪的發明。因為看到科學家赫姆拉通過戀愛(與伊藤依人)獲得成長的新聞，決定研究戀愛。發明了男人偵測機，是學校內第一個發現中村忠的男性身分的人。作為保密的條件，要求中村忠和學校內任何一位女老師發展戀愛關係。
自慰的時候不敢碰觸性器，以肛門來取代。
在中村忠與栗棲核桃關係曖昧後，漸漸發現自己喜歡中村忠。
雖然曾經失去對中村的記憶，但後來看到自己發明的AI後回想起了一切，並在過了很久之後於櫻花樹下跟中村相見，最後與中村忠交往。
中村忠
咲川高中的學生。因為姐姐心骨折，代替姐姐進入咲川女子高中上學。性器官小，曾被誤以為是筆蓋。在與南條奈奈交往後，繼續與姐姐心交換身分，到對方學校上學。
曾經一度選擇放手南條老師好讓她去國外發展，而令她失憶，但最後還是在櫻花樹下與她相見並再次的在一起。
IF世界線中則是與栗棲老師在男女合校的宿舍中相遇，經過戶外教學與栗棲老師的女性擁護者事件後，在學園祭終於確認關係，並且讓全校知道消息。
栗棲核桃
咲川女子高中女老師。短髮平胸，長相帥氣，綽號王子栗棲，在校園中極受學生歡迎。因為從幼稚園到大學都讀女校，再加上在女校工作，嚴重恐男。
曾在借宿好友大村老師表親田中甲家時，意外撞見田中甲性器尺寸，而產生心理陰影。 遇到中村忠後，克服了對男性的恐懼，並喜歡上中村忠。
在學校變成男女混校後擔任男生宿舍的管理員，並且和中村再相見，經過戶外教學與栗棲老師的女性擁護者事件後，在學園祭終於確認關係，並且讓全校知道消息。

#### 皆本秋稀篇
皆本秋稀
小林翔凜

### 其他人物
小綾
佐藤一郎暗戀的對象，目睹佐藤把兒嶋老師從溫泉拖出來後，不再搭理佐藤。
佐藤咲（聲：生天目仁美）
生日:2月10日，身高162cm ／體重50kg ／ 三圍 B83/W58/H84
佐藤一郎的母親，36歲。認識兒嶋加奈。在得知兒嶋加奈被雙親催婚後，因喜歡兒嶋到希望她可以成為自己的女兒而努力湊合一郎與兒嶋在一起。
佐藤詩緒（聲：新田日和）
生日:11月7日，身高74cm ／體重9kg
佐藤一郎的妹妹。
鈴木鈴&鈴木零
鈴木凜的妹妹與弟弟。
猪川猛
豬川泉的弟弟。
猪川的母親
渡邊的母親
林林檎
偶像團體「椰果娘」成員。黑長直髮美女。體毛旺盛，泳裝拍攝前會刮除。。
竹松小梅
偶像團體「椰果娘」成員。雖然長相像小孩，卻已經滿18歲，有著一頭雙馬尾。
木口杏
偶像團體「椰果娘」成員。擁有一頭短髮。
中村心
中村忠雙胞胎姊姊，咲川女子高中學生。喜歡惡作劇。骨折住院時，因為翹課太多無法請假，而請求弟弟忠代替自己上學。
大村織繪
咲川女子高中老師。栗棲核桃大學同學，田中甲表親。熱愛運動。
最上桃花
咲川女子高中老師。總是瞇眼。擁有巨乳，且常穿性感睡衣。
皆本秋稀的母親
川上楓
立花千鶴的父母（聲：清水彩香（母）、田丸篤志（父））

## 出版書籍

### 漫畫
| 冊數 | 講談社        | 講談社                 | 講談社                 | 尖端出版社     | 尖端出版社             |
| 冊數 | 發售日期      | 通常版 ISBN            | 特裝版 ISBN            | 發售日期       | ISBN                   |
| ---- | ------------- | ---------------------- | ---------------------- | -------------- | ---------------------- |
| 1    | 2017年1月6日  | ISBN 978-4-06-382904-4 | 不適用                 | 2018年5月29日  | ISBN 978-957-10-8069-7 |
| 2    | 2017年9月6日  | ISBN 978-4-06-510150-6 | ISBN 978-4-06-510348-7 | 2019年3月8日   | ISBN 978-957-10-8490-9 |
| 3    | 2018年1月5日  | ISBN 978-4-06-510804-8 | ISBN 978-4-06-510899-4 | 2019年6月19日  | ISBN 978-957-10-8602-6 |
| 4    | 2018年5月7日  | ISBN 978-4-06-511380-6 | ISBN 978-4-06-511726-2 | 2019年6月19日  | ISBN 978-957-10-8603-3 |
| 5    | 2018年10月5日 | ISBN 978-4-06-513157-2 | ISBN 978-4-06-513748-2 | 2020年4月14日  | ISBN 978-957-10-8852-5 |
| 6    | 2019年3月6日  | ISBN 978-4-06-514807-5 | ISBN 978-4-06-514808-2 | 2020年11月11日 | ISBN 978-957-10-9177-8 |
| 7    | 2019年6月20日 | ISBN 978-4-06-515747-3 | ISBN 978-4-06-513770-3 | 2021年2月8日   | ISBN 978-957-10-9298-0 |
| 8    | 2019年9月6日  | ISBN 978-4-06-516982-7 | ISBN 978-4-06-513771-0 | 2021年6月11日  | ISBN 978-626-30-2702-2 |
| 9    | 2019年12月6日 | ISBN 978-4-06-517858-4 | ISBN 978-4-06-513772-7 | 2022年2月15日  | ISBN 978-626-31-6399-7 |
| 10   | 2020年5月7日  | ISBN 978-4-06-519541-3 | ISBN 978-4-06-519559-8 | 2022年2月15日  | ISBN 978-626-31-6400-0 |
| 11   | 2020年11月7日 | ISBN 978-4-06-521335-3 | ISBN 978-4-06-521334-6 | 2024年10月9日  | ISBN 978-626-40-3152-3 |
| 12   | 2025年1月6日  | ISBN 978-4-06-538274-5 | 不適用                 |                |                        |

## 電視動畫
2018年10月宣布製作，於2019年4月7日起，陸續在東京都會電視台、BS11、AT-X播放。

### 製作人員
- 原作：蘇募ロウ
- 總監督：金子ひらく
- 監督：所俊克
- 腳本：、藤丸悠里
- 人物設定、總作畫監督：たむらかずひこ
- 美術監督：hidehide
- 美術設定：椎野隆介
- 色彩設計：古川康一
- 綜合董事：みやがわよしかず
- 剪輯：柳圭介
- 音樂：吟（BUSTED ROSE）
- 音響監督：森下廣人（日语：森下広人）
- 音響效果：八十正太（日语：スワラ・プロ#八十 正太）（Swara · Pro）
- 音響制作：叶音
- 動畫制作：Tear Studio
- 製作：為什麼老師會在這裡！？製作委員会

### 主題曲
片頭曲
作詞、作曲、編曲：清龍人，主唱：上坂堇
第12話用作片尾曲。
片尾曲（第1-11話）
作詞、作曲、編曲：吟（BUSTED ROSE），主唱：兒嶋加奈（上坂堇）、松風真由（後藤邑子）、葉櫻光（石上靜香）、立花千鶴（山本希望）
每集主唱有所不同，請參照各話列表。

### 各集列表
| 話數     | 劇本       | 分鏡     | 演出               | 作畫監督                                                                     | 片尾曲主唱       |
| -------- | ---------- | -------- | ------------------ | ---------------------------------------------------------------------------- | ---------------- |
| 1時限目  | 高林ユーキ | 所俊克   | 所俊克             | たむらかずひこ                                                               | 兒嶋加奈         |
| 2時限目  | 藤丸悠理   | 所俊克   | 所俊克             | たむらかずひこ、小林利充、三宅雄一郎                                         | 兒嶋加奈         |
| 3時限目  | 藤丸悠理   | 中田誠   | 中田誠             | 岩崎亮、小野木三齊、園田大勢、三宅雄一郎                                     | 兒嶋加奈         |
| 4時限目  | 高林ユーキ | 中田誠   | 中田誠             | 松下清志、三宅雄一郎、大塚あきら                                             | 兒嶋加奈         |
| 5時限目  | 藤丸悠理   | 所俊克   | 所俊克             | 王洲範、日下岳史、大塚あきら                                                 | 松風真由         |
| 6時限目  | 藤丸悠理   | 藤代和也 | 藤代和也、葛谷直行 | 大塚あきら、北島勇樹、三宅雄一郎、早川ナオミ                                 | 松風真由         |
| 7時限目  | 高林ユーキ | 所俊克   | 鈴元夏美           | 狩野晃、大塚あきら、宮本武史、三宅雄一郎                                     | 葉櫻光           |
| 8時限目  | 藤丸悠理   | 所俊克   | 鈴元夏美           | 松下清志、大塚あきら、三宅雄一郎、宮本武史                                   | 葉櫻光           |
| 9時限目  | 高林ユーキ | 藤代和也 | 藤代和也           | Lee Se Jong、大塚あきら                                                      | 松風真由、葉櫻光 |
| 10時限目 | 藤丸悠理   | 所俊克   | 所俊克             | 小林利充                                                                     | 立花千鶴         |
| 11時限目 | 藤丸悠理   | 所俊克   | 所俊克             | 王洲範、大塚あきら、北條直明                                                 | 立花千鶴         |
| 12時限目 | 高林ユーキ | 所俊克   | 所俊克             | 大塚あきら、北島勇樹、大倉雅彥、丹羽恭利、西本成司、宮本武史、たむらかずひこ | 不適用           |
| 13時限目 | 高林ユーキ | 所俊克   | 所俊克             | たむらかずひこ                                                               | 不適用           |

## 註腳
1. ↑  AT-X為福利向版本

## 外部連結
- 《為什麼老師會在這裡！？》電視動畫官網 （页面存档备份，存于）（日語）
- 《為什麼老師會在這裡！？》漫畫官網 （页面存档备份，存于）（日語）